# Vacuümultraviolet
Vacuümultraviolet of extreem ultraviolet is ultraviolette elektromagnetische straling met zo'n korte golflengte dat lucht het kan absorberen. Alle experimenten met vacuümultraviolet moeten daarom in een vacuüm worden uitgevoerd.
De golflengte van vacuümultraviolet is tussen 10 en 200 nm.
o